# Manuel Bernardo Álvarez del Casal
Manuel Bernardo de Álvarez del Casal (Santafé, 21 de mayo de 1743-ibidem, 10 de septiembre de 1816) fue un abogado, político y prócer neogranadino. 
Fue firmante del acta del cabildo extraordinario de Santafé (acta de independencia de Colombia) el 20 de julio de 1810.
Ocupó la presidencia de Cundinamarca, designado como dictador, en reemplazo de su sobrino, que dejó la presidencia para asumir el mando de los ejércitos unidos de Cundinamarca y las Provincias Unidas de Nueva Granada en la campaña al sur, entre el 13 de agosto de 1813 y el 12 de diciembre de 1814. Su mandato se caracterizó por haber defendido con fuerza y carácter los lineamientos centralistas del general Nariño, quien era su sobrino.

## Biografía
Manuel nació en Santafé el martes 21 de mayo de 1743, en el hogar de acomodados españoles residenciados en la Nueva Granada, quienes por lazos de sangre llegaron a ser una familia clave en la sociedad neogranadina del siglo XVIII.
Se casó, en 1778, con Josefa Lozano de Peralta, cuarta hija de Jorge Miguel Lozano de Peralta primer marqués de San Jorge. Con esta unión, Álvarez del Casal emparentó no sólo con una de las familias más acaudaladas del Virreinato, sino también con los Lagos, Portocarrero, Galavís, Vergara, Caicedo, Ugarte, y Ricaurte, familias  de los esposos de las otras seis hijas del encopetado marqués. Del matrimonio Álvarez del Casal-Lozano de Peralta nacieron ocho hijos. Desde que se doctoró, en 1768, hasta el 20 de julio de 1810, Álvarez del Casal estuvo al servicio de la administración española: primero como contador-ordenador del Tribunal de Cuentas de Santafé de Bogotá, luego, con el mismo cargo, en la Real Casa de Moneda de Popayán, y finalmente, meses antes del inicio de la revolución, como contador mayor del Tribunal de Santafé de Bogotá.

### Trayectoria
Vistió beca del Colegio Mayor de San Bartolomé (Bogotá), de donde obtuvo grado en jurisprudencia en 1768 y ese mismo año pasó ganó admisión como abogado ante la Real Audiencia. Después ocupó los cargos de contador-ordenador del Tribunal de Cuentas de Santafé y de la Casa de Moneda de Popayán, contador principal del Tribunal de Cuentas de Santafé. Durante muchos años fue miembro del cabildo de la capital virreinal.    
Los reconocidos sentimientos de Manuel de Bernardo Álvarez, contrarios a los gobernantes de la colonia, lo llevaron a participar en los sucesos del 20 de julio de 1810 y días siguientes como lo testimonian sus firmas en el Acta de Independencia de Colombia y en el documento que se produjo seis días después para desconocer la autoridad del Consejo de Regencia de España.
Pasó a integrar la junta suprema de gobierno como parte de la comisíón de Hacienda que presidía José Martín París. En esos momentos concentró su energía en lograr que la junta otorgara libertad a Antonio Nariño, preso en Cartagena. 
Para presionar la decisión, hizo parte de un periódico oficial denominado «Aviso al Público», desde el que hacía públicas las voces que reclamaban lo mismo. Luego figuró como delegado de Santafé ante el Congreso Supremo de Provincias, el cual lo eligió su presidente. 
La naciente entidad buscaba organizar en el territorio de la Nueva Granada un gobierno centralizado con sede en Santafé, pero al no lograr su propósito en 1811 se convocó a un Colegio Constituyente que creó el Estado de Cundinamarca y eligió a Jorge Tadeo Lozano como su primer presidente. 
Pese a que el nuevo mandatario era cuñado de Manuel de Bernardo, éste unió sus fuerzas con su sobrino Antonio Nariño, quien desde su periódico «La Bagatela» logró forzar la renuncia de Lozano y su propio ascenso al poder (19 de septiembre de 1811).
Desde el cabildo municipal Manuel de Bernardo se mantuvo leal a Nariño incluso en momentos difíciles en que su empeño centralista se vio amenazado por el fortalecimiento de las ideas federalistas impulsadas por el Congreso de las Provincias Unidas que en Tunja presidía Camilo Torres Tenorio. De Bernardo asistió como representante de Cundinamarca al congreso convocado por los federalistas en 1812 y por haber expuesto y defendido con ardor irreductible la tesis centralista fue reducido a prisión. 
El 23 de abril de 1813 Manuel de Bernardo resultó elegido como representante de Zipaquirá al Colegio Electoral de Cundinamarca y la corporación lo eligió su presidente el 13 de junio para sus sesiones que se extendieron hasta el 9 de agosto.  
En el transcurso de ellas, el cuerpo legislativo otorgó grado de teniente general al presidente Nariño además de plenas facultades de mando sobre las fuerzas militares y, a petición del mismo presidente Nariño, declaró formalmente la independencia absoluta de España y cualquier gobierno nacional o extranjero distinto al propio de Cundinamarca. La corporación designó a Manuel de Bernardo como sucesor del coronel Luis de Azuola en la gobernación del Estado. 
El 9 de junio de 1813 Manuel de Bernardo  fue nombrado superintendente de la Casa de Moneda en reemplazo de Lino de Pombo, quien fue destinado como coronel de un regimiento que marcharía al sur.

## Presidencia de Cundinamarca (1813-1814)
La invasión de tropas españolas al sur de la república llevó a Nariño a asumir personalmente la dirección del ejército combinado de Cundinamarca y las Provincias Unidas de Nueva Granada, por lo que se dispuso que en su lugar quedara Manuel de Bernardo como mandatario interino. 
El 21 de septiembre de 1813 salió Nariño de la ciudad a la cabeza de la retaguardia del ejército y comenzó el periodo de gobierno de su tío, quien mantuvo con decisión el modelo centralista y la independencia de Cundinamarca incluso después de la derrota y entrega de Nariño a las puertas de Pasto en mayo de 1814. 
La caída del jefe del centralismo llevó al Colegio Electoral a elegir a Manuel de Bernardo como dictador por seis meses, a partir del primero de junio. Inmediatamente convocó a los varones entre 18 y 50 años a integrarse al ejército en defensa de la ciudad. El 21 de octubre convocó  a la Junta Nacional para que estudiara la conminación de Camilo Torres Tenorio para que entregara la ciudad y el poder del Estado al Congreso de las Provincias Unidas, a lo cual se acordó unánimemente responder al día siguiente que estaban dispuestos a defender la independencia de Cundinamarca hasta las últimas consecuencias. El 18 de noviembre Manuel de Bernardo puso fin a la dictadura en medio de un gran festejo. 
En 24 de noviembre siguiente autorizó a quienes no estuvieran de acuerdo con las determinaciones de su gobierno para que abandonaran la ciudad provistos de un pasaporte que les concedía ocho días para transitar por el territorio del Estado. El día 29 el Congreso de Tunja declaró oficialmente la guerra a Cundinamarca. El gobierno de Manuel de Bernardo resistió el ataque que las tropas al mando del general Bolívar iniciaron el 8 de diciembre. 
El día 11 Manuel de Bernardo envió a Jorge Tadeo Lozano y a José Ramón de Leyva como negociadores pero, al no ceder en sus pretensiones, Bolívar hizo regresar a los delegados y tomó a la ciudad por la fuerza para someterla al control del triunvirato elegido en el Congreso desde Villa de Leyva el 5 de octubre de 1814. 
De Bernardo entregó el poder y continuó en el cargo de superintendente de la Casa de Moneda mientras que el Estado de Cundinamarca continuó regulado por su Colegio Electoral, que pasó a ser presidido el 19 de diciembre por José Sanz de Santamaría. Al día siguiente José Miguel Pey fue nombrado gobernador de Cundinamarca e Ignacio de Vargas lo fue como juez político.
El siguiente soneto fue suyo y fue publicado en el periódico oficial Aviso al Público:
Mi Corazón herido y traspasado del más vivo dolor, de un cruel tormeto fluctúa en el pecho sin hallar momento que alivie su pesar y su cuidado;
El amor patrio dulce se ha cantado en medio de la pena y del lamento por el triste poeta, en cuyo acento sólo suena la voz de un desdichado.
Yo te amo tiernamente, Patria mía, tu amor me tiene lleno de amargura:
¿cómo podrá ser dulce esta fineza?
Dulce será mi muerte en aquel día en que deje brillante tu luz pura, en que triunfante deje tu firmeza!

### Muerte
Manuel de Bernardo se marginó por completo de las actividades públicas por estar en desacuerdo con el rumbo político que había tomado la nación, al punto que sus adhesiones públicas solo volvieron a surgir cuando se propuso una capitulación en favor de España. Inclusive, en el momento más difícil del gobierno, logró que le fuera aprobada una pensión mensual de 1.200 pesos. 
El mariscal realista Pablo Morillo ordenó su detención el 6 de septiembre y cuatro días después fue ejecutado por un pelotón de fusilamiento en el actual Parque Santander de su ciudad natal.

## Familia
Manuel de Bernardo era miembro de la élite criolla santafereña (familia Álvarez del Casal), ya que era el hijo menor del matrimonio del político español Bernardo Álvarez y de su esposa Josefa del Casal. Manuel era hermano de Joaquina, Catalina, Rita, Juan de Dios, José, Ignacio, Juan Nepomuceno, Antonia, Josefa, Manuela, Ángela, Bárbara y Petronila Álvarez Lozano.
Su padre era fiscal de la Audiencia de Santafé entre 1736 y 1756. Su madre era hija del político español Antonio del Casal Freiría, quien fue corregidor de Tunja entre 1732 y 1737 y gobernador y comandante general de Maracaibo desde 1749.

### Matrimonio
Álvarez se casó en 1778 con la distinguida dama Josefa Lozano de Peralta, cuarta hija del Marqués de San Jorge, Jorge Miguel Lozano y hermana del Vizconde de Pastrana, Jorge Tadeo Lozano; segundo presidente de la historia de Colombia (si se tiene en cuenta que fue presidente del Estado Libre de Cundinamarca, que se considera como el estado que generó a la actual nación suramericana) y prócer ideológico de la Independencia de Colombia. Con Josefa Lozano, Manuel tuvo ocho hijos.
Uno de sus sobrinos era el líder de la independencia de Colombia y criollo ilustrado Antonio Nariño y Álvarez del Casal, quien era hijo de Catalina Álvarez del Casal, una de las hermanas mayores de Manuel. Nariño llegó a ser el tercer presidente histórico de Colombia, sucediendo a su pariente Jorge Tadeo Lozano. 